# Haugsjå Station
Haugsjå Station (Haugsjå stoppested) var en jernbanestation på Arendalsbanen, der lå i Froland kommune i Norge. Stationen blev åbnet som holdeplads 18. december 1910 under navnet Haugsjaa, men stavemåden blev ændret til Haugsjå i april 1921. Den blev nedgraderet til trinbræt 15. maj 1928. Ikke desto mindre blev der alligevel etableret et gennemgående sidespor i 1948, og i 1965 blev der opført en tømmerkran på stedet. Stationen blev nedlagt 8. juni 1997.
Den lille stationsbygning i træ blev opført efter tegninger af Harald Kaas.